# آرارات (روزنامه)
آرارات (ارمنی: Արարատ) روزنامه ارمنی‌های لبنان و ارگان رسمی حزب سوسیال دموکرات هنچاکیان ارمنیان در لبنان می‌باشد. این روز در چهار صفحه منتشر می‌شود و سردبیر ارشد آن از سپتامبر ۲۰۱۲، آنی یپرمیان می‌باشد.
میهران آقازاریان، کنشگر هنچاکیان قصد داشت که روزنامه آرارات را در سال ۱۹۳۳ منتشر نماید اما دو روز پیش از آغاز انتشار آن کشته شد. روز آرارات در سال ۱۹۳۷ بنیانگذاری شد و نخستین شماره آن نیز در ۱۲ نوامبر ۱۹۳۷ در بیروت منتشر شد. نخستین ویراستار آرارات (۱۹۳۹–۱۹۳۷) نیز آرمناک یلویان بود.